# Ichneumon lineolatus
Ichneumon lineolatus là một loài tò vò trong họ Ichneumonidae.